# Jorge Navarro
Jorge Navarro (ur. 25 lipca 1985 w Bolívar) – wenezuelski bokser kategorii średniej.

## Kariera zawodowa
Na zawodowym ringu zadebiutował 29 grudnia 2006 roku, pokonując przez TKO w 2 rundzie Jorge Andrade. W 2007 roku stoczył tylko jedną walkę, a powrócił dopiero w 2010, wygrywając dwie. 19 października 2011 roku zdobył tymczasowy pas WBA Fedelatin w wadze średniej, pokonując jednogłośnie na punkty Jaime Barbozę. 28 kwietnia 2012 roku obronił pełnoprawny pas WBA Fedelatin. Znokautował w 3 rundzie Kolumbijczyka Jhonatana Ricara, chociaż w pierwszej rundzie sam był liczony.
24 listopada 2012 roku otrzymał szansę walki o tymczasowe mistrzostwo świata WBA w wadze średniej. Jego rywalem był Brytyjczyk Martin Murray. Navarro przegrał przez techniczny nokaut w 6 rundzie, będąc na deskach w rundzie pierwszej i szóstej.